# فيرجن هايبرلوب
فيرجن هايبرلوب (بالإنجليزية: Virgin Hyperloop)‏ (سابقاً هايبرلوب تكنولوجيز، هايبرلوب ون، فيرجن هايبرلوب ون) هي شركة نقل أمريكية تعمل على تحويل نظام الهايبرلوب إلى حقيقة. تأسست الشركة في 1 يونيو 2014 وأعيد تنظيمها وتسميتها في 12 أكتوبر 2017. تهدف أنظمة الهايبرلوب إلى نقل الركاب و / أو البضائع بسرعة الطيران بجزء بسيط من تكلفة السفر الجوي. تم تقديم مفهوم النقل (الهايبرلوب) لأول مرة من قِبل الفيزيائي الأميركي روبرت جودارد في عام 1904. تعمل الشركة حاليًا على العديد مشاريع حول العالم.
مبدأ عمل الهايبرلوب هو استخدام محرك كهربائي خطي لتسريع وإبطاء كبسولة الركاب / البضائع (المزودة بالهواء) من خلال أنبوب منخفض الضغط. ستتحرك الكبسولة المحملة بالركاب / البضائع بسلاسة لكيلومترات بسرعة تصل إلى 1223.1 كيلومتر/ساعة (760 ميلا في الساعة) مع اضطرابات واهتزازات طفيفة للغاية. من المقترح أن يكون النظام مستقلاً تمامًا وهادئًا ومباشرًا إلى الوجهة المقصودة وعند الطلب. من المقرر أن يتم بناء أنابيب الهايبرلوب على أعمدة أو أنفاق تحت الأرض. قامت الشركة بإجراء تغييرات تقنية وجوهرية على اقتراح إيلون ماسك الأولي (مخطط هايبرلوب ألفا)، واختارت عدم متابعة مسار لوس أنجلوس - سان فرانسيسكو التخيلي الذي تصوره ماسك في مخطط هايبرلوب ألفا الذي قام بتصميمه في عام 2013.

## وصلات خارجية
- الموقع الرسمي